# 西村千奈美
西村千奈美（日语：／ Nishimura Chinami，1970年11月18日—），日本女性配音員。出身於千葉縣。81 Produce所屬。身高157cm。AB型血。

## 人物

### 經歷、逸事
- 1992年在NHK教育頻道的《兒童布偶劇場（日语：こどもにんぎょう劇場）》當中出道[5][6][注 2]，首次主演則是1994年《超變身俏妞（日语：超くせになりそう）》的白鳥渚。之後以《鬼太郎 第4作》的貓女、《爆走兄弟Let's & Go!!》的佐上純、《神奇寶貝》系列的君莎等角色提升了知名度。
- 國中時期是歸宅社、高中則加入劍道社。
- 喜歡高中棒球及職業棒球。職業棒球方面，原本是讀賣巨人的球迷，現在則是福岡軟銀鷹的球迷。
- 好萊塢演員伊森·霍克的影迷。
- 喜歡電視節目《玩轉世界瘋很大》（北海道電視台）[7]，自稱為狂熱影迷。2003年到北海道時直接就拜訪了北海道電視台的總部。
- 與共同主持網絡廣播《ARIA The STATION Due（日语：ARIA The STATION Due）》的葉月繪理乃組成“Team 30”，之後在《水星領航員》中共演的配音員也陸續加入。
- 2002年10月結婚。藝名仍然沿用婚前的舊姓，結婚後的姓氏並未公開。2005年7月3日、2009年10月6日先後生下一個男孩和一個女孩，成為兩個孩子的母親。
- 本多知惠子去世之後，《Landreaall（日语：Landreaall）》角色五十四則由西村繼承。

### 特色
- 擁有從少年、少女到女性、動物等等廣闊的聲音路線。常在小學館集英社製作相關的作品出現。而且是《神奇寶貝》動畫系列的常駐配音員，作品中登場的女警君莎及寶可夢小鋸鱷、火稚雞及帕奇利茲等等她都擔任過，以及歷代動畫中許多人物和寶可夢角色的配音工作[2]。從《超級願望》開始，君莎的配音改由高橋智秋擔任[8]，西村繼續幫其他寶可夢配音[2]。
- 小西寬子在《丸少爺》飾演主角邪流丸的聲音因為被轉移使用到相關商品上，遭到其所屬經紀公司與NHK ENTERPRISES（日语：NHKエンタープライズ）的威脅和解僱[9]，因此邪流丸的配音由西村繼任[2]。此外，熊井統子休養中曾經代演《巧克力島》的。

## 演出
粗體字表示主要角色。

### 電視動畫
年份不詳
- 蠟筆小新（女店員、彌生）

1994年
- 超變身俏妞（日语：超くせになりそう）（白鳥渚／大鳥渚、雪原梢）
- 魔法騎士雷阿斯（飛鳥）
- 咕嚕咕嚕魔法陣（奇克莉魔、妖精、莉莉、沙帕里妖精）

1995年
- 愛天使傳說（藍波）
- 神秘的世界（米莉）
- 麵包超人（甜椒〈第2代〉、青椒）
- 櫻桃小丸子 (第2期)（紀子）
- 淘氣小愛神（圖因卡）
- 酷媽寶貝蛋（秋子）

1996年
- 愛莉絲偵探局（幽靈少女、小紅帽〈代替〉）
- 酷妹當家（高志）
- 鬼太郎 (第4作)（1996～1998，貓女）
- 魔法提琴手（柯涅特）
- 爆走兄弟Let's & Go!!（佐上純）
- 美少女戰士 Sailor Moon Sailor Stars（美沙）
- 名犬萊西（克莉絲）
- 宇宙小毛球（客人、豆太郎）
- YAT安心！宇宙旅行（日语：YAT安心!宇宙旅行）（雪）

1997年
- 甜心戰士F（キューピッドクロー）
- 金田一少年之事件簿（巽萌黃）
- 蠟筆小新（真）
- 少女革命（穗積茉莉）
- 哆啦A夢 (大山羨代版)（雛子）
- 忍企鵝真丸（日语：忍ペンまん丸）
- BURN-UP EXCESS（北川安娜）
- 爆走兄弟Let's & Go!! WGP（佐上純、船內廣播、FOX2）
- 橫行太保（野原琉依）
- 神奇寶貝（1997～2002，君莎、粉紅巴大蝴、阿桔的毛球→摩魯蛾、武藏→阿德的大舌頭、小智的小鋸鱷、小梅的火精靈、順一的瑪力露麗 等）
- MAZE☆爆熱時空（拉迪）

1998年
- 秋葉原電腦組（北浦和鶉）
- 丸少爺（1998～，小野小町、坂之上邪流丸〈第2代[注 3]〉、星野媽媽〈第2代〉）
- 金田一少年之事件簿（高森真澄）
- 時空偵探建次君（普特拉）
- 時空轉抄納斯卡（淺川麗奈）
- SHADOW SKILL -影技-（凱拉·露·露卡）
- 太陽之子 (新版)（チルカ）
- 虹之戰記伊莉絲（日语：虹の戦記イリス）（蘇）
- 萬能文化貓娘（石山紀子、志保）
- 名偵探柯南（順子）
- YAT安心！宇宙旅行 (第2期)（弗雷貝）

1999年
- 傀儡師左近（深見小夜子）
- 金田一少年之事件簿（和田朋美）
- 鋼鐵天使（佐倉須磨子）
- 十兵衛 -心形眼罩的秘密-（大猿、大蝶）
- 六翼天使之聲（日语：セラフィムコール）（村雨櫻）
- 仙界傳 封神演義（鈴鳳）
- 虫孽（艾莉娜）

2000年
- 外星人田中太郎（淺田京子）
- 隨風飄的月影蘭（阿春）
- 金田一少年之事件簿（藍澤茜）
- 捍衛者（鳳妃玲[10]）
- 幽浮寶貝（花小町桃香、珠寶星人）
- 咕嚕咕嚕魔法陣 心跳♡傳說（奇克莉魔、畢畢克）
- 哈姆太郎（栗原胡桃〈初代〉）
- 深藍救兵（彩無A子、娜娜）
- 六門天外（跳探戈的黑貓）

2001年
- 銀河天使（米莉）
- 蠟筆小新（持田〈第2代〉）
- 光劍星傳EX（綠魔）
- 小小雪精靈（葛蕾妲）
- 鈴鐺貓娘 暑假特別篇（羅德·楊）
- 七虹香電擊作戰（小春）
- 棋魂（少女）
- 神奇寶貝 雷公雷的傳說（君莎）

2002年
- 水瓶戰記（阪元流水子）
- 朝霧的巫女（白山菊里）
- 犬夜叉（牡丹）
- 小魔女DoReMi 大合奏！（織姬）
- 拜託了☆雙子星（小夏）
- 馭龍少年（チビスケ）
- 神奇寶貝超世代（2002～2006，小遙的火稚雞→力壯雞、君莎、武藏的刺尾蟲→盾甲繭→毒粉蛾、娜琪的七夕青鳥、源治的七夕青鳥、莎由梨的大嘴娃、亞當的美纳斯、小楓的摩魯蛾、小楓的夢妖、哈利的詛咒娃娃〈代替〉 等）
- 神奇寶貝 Side Story（小智的小鋸鱷、羅絲、雪拉比）
- 圓盤皇女（海朵拉）
- 魔法咪路咪路（利傑路）

2003年
- 猴王五九（日语：アソボット戦記五九）（塔瑪拉）
- 拜託了☆老師（小夏）
- 萬花筒之星（2003～2004，米雅·蓋倫）
- 京極夏彥 巷說百物語（帝）
- 魔法少年賈修（可可（日语：ゾフィスとココ））
- 鈴鐺貓娘Nyo（羅德P）
- 坦克王（娘坦克們）
- 圓盤皇女 十二月的小夜曲（海朵拉）

2004年
- 神無月巫女（如月乙羽）
- Keroro軍曹（月神散世）
- 十兵衛2 -西伯利亞柳生的逆襲-（大猿）
- 決鬥大師（不亞幽）

2005年
- ARIA The ANIMATION（亞利亞·波克提[11]）
- AIR（神奈備命）
- 甲蟲王者 森林居民的傳說（米魯特）
- 索斯機械獸V（露奈）
- BLEACH（虎徹清音）
- ONE PIECE（多利姆）

2006年
- ARIA The NATURAL（亞利亞·波克提）
- 天保異聞 妖奇士（央太）
- 神奇寶貝鑽石&珍珠（2006～2010，彩子的魅力喵、君莎、武藏的毒粉蝶、小光的帕奇利茲、莫米的吉利蛋、菜種的櫻花寶、真司的瑪狃拉、真司的黑暗鴉〈代替〉、健悟的斗笠菇、阿李的瑪沙那、小初的利歐路、梅麗莎的夢妖魔、歲星、阿隆的蜂女王、幼少時期的阿隆、琴音的瑪力露、小望的葉伊布、烏拉拉的伊布→水伊布、小智的小鋸鱷 等）
- 名偵探柯南（男孩子）

2008年
- ARIA The ORIGINATION（亞利亞·波克提）
- 決鬥大師Charge（不亞幽）

2009年
- 鬼太郎 (第5作)（真由美）
- 洋蔥和尚朝太郎（日语：ねぎぼうずのあさたろう）（的御千代）

2010年
- 怪談餐館（小藁）
- 神奇寶貝超級願望（2010～2012，小智的豆豆鴿→咕咕鴿→高傲雉雞、伯特的爆香猴、真菰的食夢夢、克里夫的功夫鼬、紅豆杉博士的蓋蓋蟲、小光的帕奇利茲、水木、巴吉爾的伊布、君莎 等）

2011年
- 數碼寶貝合體戰爭 邪惡的死亡指揮官與七個王國（黑大耳獸）
- 數碼寶貝合體戰爭 穿越時空的少年獵人們（柏古獸）
- 哆啦A夢 (水田山葵版)（雌馬竹）
- 神奇寶貝鑽石&珍珠 特別篇（小光的帕奇利茲、彩子的魅力喵）
- 名偵探柯南（石田香苗）

2012年
- Smile 光之美少女！（青木麗華／美麗天使／悲劇美麗天使）

2013年
- 幸福光暈 ～More Aggressive～（下上山睦子）
- 神奇寶貝 超夢 ～覺醒的序章～（巴吉爾的伊布[12][13]）

2014年
- Happiness Charge 光之美少女！（美麗天使）
- 神奇寶貝XY（普魯蜜耶的仙子伊布）
- 每度！抓狂一族（根本和江、田中）
- 名偵探柯南（川上靖子）

2016年
- 精靈寶可夢 太陽&月亮（2016～2019，小智的火斑喵→炎熱喵、伊雅的花漾海獅→西獅海壬、阿怒的師父鼬、投擲猴 等）

2017年
- 新黑色推銷員（冒牌女兒）
- 偶像活動Stars！（香澄夜空的母親）
- 此花綺譚（花蒔妹）
- 龍族拼圖X（蛋龍）

2018年
- 龍族拼圖（電話的聲音）

2019年
- 鬼太郎 (第6作)（雪[14]）

2020年
- 戀愛中的小行星（木之幡夕子）

2021年
- 數碼寶貝大冒險：（黑大耳獸）
- 鍵等（神奈備命）

2023年
- 我內心的糟糕念頭（市川的母親）

### OVA
1994年
- 青空少女隊（塚本久美）
- 嬌娃夏生的危機（日语：なつきクライシス）（校內廣播）

1995年
- Idol Project（日语：アイドルプロジェクト）（打工辣妹）
- 戰少女（飯島黃）
- 學校的幽靈（圭子、祐子）
- 銀河少女傳說 ～哀傷的賽雷茵～（日语：銀河お嬢様伝説ユナ）（銀幕的美木、闇之手下）
- 美少女遊擊隊Battle Skipper（日语：美少女遊撃隊バトルスキッパー）（立花沙織）

1996年
- 天使夜未眠（日语：アーシアン）（美幸）
- 機動戰士鋼彈第08MS小隊：米拉的報告書（琪琪·羅吉塔）
- 銀河少女傳說 ～深暗的仙女～（銀幕的美木、闇之手下）
- MAZE☆爆熱時空（拉迪）
- Legend of Crystania（日语：クリスタニア）（萊方）

1997年
- 櫻花通信（今村江里）
- Jaja馬！四重奏（日语：Jaja馬!カルテット）（辣妹記者）
- 鋼鐵神兵NEO（北斗〈少年時期〉）

1998年
- 教科書沒教的事（草屋妹）
- 聖少女艦隊Virgin Fleet（日语：聖少女艦隊バージンフリート）（草津月小町）
- 萬能文化貓娘 DASH！（石山紀子）

1999年
- Sorcerer1-2-3（日语：シーバス1-2-3）（奇斯）
- 菜菜子解體診書（コマネチ）

2000年
- 皮卡丘的歡樂聖誕2001（小鋸鱷）

2002年
- 捍衛者21（渡邊千奈美[15]）

2001年
- 夢幻遊戲 -永光傳-（少華）

2003年
- 天地無用！魎皇鬼番外篇（播報員）
- 我們是皮丘兄弟 派對大騷亂！之卷（傑尼龜A）
- 圓盤皇女 SPECIAL（海朵拉）

2004年
- 萬花筒之星 嶄新之翼 -EXTRA STAGE-『不笑的公主』（米雅·蓋倫）
- 皮卡丘的夏日祭典（力壯雞）

2005年
- 萬花筒之星 Legend of phoenix 鳳凰傳說 ～蕾拉·漢米頓物語～（米雅·蓋倫）
- 皮卡丘的鬼怪狂歡節（卡拉卡拉）
- 圓盤皇女 星靈節的新娘（海朵拉）

2006年
- 萬花筒之星 妙啊！妙！（米雅·蓋倫）
- 皮卡丘的淘氣島（力壯雞）
- 圓盤皇女 時空與夢想的銀河之宴（海朵拉）

2007年
- ARIA The OVA ～ARIETTA～（亞利亞·波克提）
- 皮卡丘探險俱樂部（帕奇利兹）
- 吹奏吧！嘉卡（日语：ピューと吹く!ジャガー）（漂亮田村）
- 軟綿綿三國志突刺吧！小呂布子（陳宮）

2008年
- 皮卡丘冰之大冒險（帕奇利兹）
- 吹奏吧！嘉卡 Return Of 約1年不見（漂亮田村）

2009年
- GA 藝術科美術設計班（越廼淑乃）
- 皮卡丘的閃亮大搜查！（帕奇利兹）

2010年
- 皮卡丘的不可思議大冒險（帕奇利兹）

2015年
- 幸福光暈 ～畢業寫真～（下上山睦子[16]）

### 電影動畫
1995年
- 起程的冒險者們 Legend of Crystania（日语：クリスタニア）（萊方）

1996年
- 喀喀喀的鬼太郎 大海獸（貓女）

1997年
- 喀喀喀的鬼太郎 妖怪午夜棒球（貓女）
- 喀喀喀的鬼太郎 妖怪特快車！魔幻火車（貓女）
- 爆走兄弟Let's & Go!! WGP：失控迷你賽車大追蹤！（佐上純）

1998年
- 機動戰士鋼彈第08MS小隊：米拉的報告書（琪琪·羅吉塔）
- 劇場版 神奇寶貝：超夢的逆襲 EVOLUTION（君莎）
- MAZE☆爆熱時空：天變威脅的大巨人（拉迪）
- 歡迎來到羅德斯島！（菲安娜）

1999年
- 秋葉原電腦組：2011年的暑假（北浦和鶉）
- 金田一少年之事件簿2：殺戮的深藍（那國巫琴）
- 劇場版 神奇寶貝：夢幻之神奇寶貝 洛奇亞爆誕（摩魯蛾）
- （護士）

2000年
- 劇場版 神奇寶貝：結晶塔的帝王（君莎、小智的小鋸鱷）
- 皮丘與皮卡丘（小智的小鋸鱷）

2001年
- 劇場版 鈴鐺貓娘：星之旅（羅德·楊）
- 皮卡丘的心跳捉迷藏（小鋸鱷）

2002年
- 劇場版 神奇寶貝：水都的守護神 拉帝亞斯與拉帝歐斯（小智的小鋸鱷）
- 皮卡皮卡的星空露營（小鋸鱷）

2003年
- 劇場版 神奇寶貝：七夜的許願星 基拉祈（小遙的火稚雞、巴特勒的奇鲁莉安）
- 神奇寶貝的跳舞秘密基地（小遙的火稚雞）

2004年
- 劇場版 神奇寶貝：裂空的訪問者 代歐奇希斯（君莎、小遙的力壯雞）

2005年
- 劇場版 AIR（神奈備命）
- 劇場版 神奇寶貝：夢幻與波導的勇者 路卡利歐（小遙的力壯雞）
- 名偵探柯南：水平線上的陰謀（辻本夏帆[17]）

2006年
- 劇場版 神奇寶貝：蒼海的王子 瑪納霏（恰雷姆）

2007年
- 劇場版 Yes！光之美少女5：鏡之國的奇蹟大冒險！（闇之夢天使）
- 劇場版 BLEACH The DiamondDust Rebellion 鑽石星塵的反叛（虎徹清音）
- 劇場版 神奇寶貝：決戰時空之塔 帝牙盧卡VS帕路奇犽VS達克萊伊（小光的帕奇利兹）

2009年
- 劇場版 決鬥大師：黑月的神帝（不亞幽）
- 劇場版 神奇寶貝：阿爾宙斯 超克的時空（小光的帕奇利兹、小鋸鱷）
- 劇場版 吹奏吧！嘉卡 ～現在就為你吹奏～（日语：ピューと吹く!ジャガー）（漂亮田村）

2010年
- 劇場版 神奇寶貝：幻影的霸者 索羅亞克（君莎）

2011年
- 劇場版 神奇寶貝：比克提尼與黑英雄 捷克羅姆/白英雄 雷希拉姆（德雷多的人造细胞卵、德雷多的哥德小姐）

2012年
- 劇場版 寶石寵物：甜品舞公主（王妃）
- 劇場版 Smile 光之美少女！兒童圖畫書裡的世界都不協調！（青木麗華／美麗天使）
- 劇場版 光之美少女 All Stars New Stage：未來的朋友（青木麗華／美麗天使）
- 美洛耶塔的閃亮音樂會（小鋸鱷、火稚雞）

2013年
- 劇場版 光之美少女 All Stars New Stage2：心之朋友（青木麗華／美麗天使[18]）

2015年
- 皮卡丘與神奇寶貝樂隊（火稚雞、哥德寶寶、坐騎小羊）
- ARIA The AVVENIRE（亞利亞·波克提[19]）

2017年
- 劇場版 神奇寶貝：就決定是你了！（宗次〈少年時期〉、巴大蝴、摩魯蛾）

2018年
- 劇場版 HUG！光之美少女♡光之美少女 All Stars Memories（青木麗華／美麗天使[20]）
- 劇場版 神奇寶貝：大家的故事（君莎）

2019年
- 劇場版 神奇寶貝：超夢的逆襲 EVOLUTION（君莎）

### 網路動畫
- 幻影神奇寶貝的主謀者（2006年，君莎）

### 遊戲
1995年
- 對戰偶像麻將終極浪漫2（日语：対戦アイドル麻雀ファイナルロマンス2）（布川未來／宇都宮由香）
- 銀河少女傳說2（日语：銀河お嬢様伝説ユナ）（銀幕的美木）

1996年
- 對戰偶像麻將終極浪漫R（布川未來）
- Guardian Recall ～守護獸召喚～（雷晶、主題歌主唱）
- 銀河少女傳說FX ～哀傷的賽雷茵～（銀幕的美木）
- 天地無用！魎御理溫泉煙火之旅（魅御理）
- 真愛故事（日语：トゥルー・ラブストーリー）（美咲）
- 少女之夢（日语：ヒロイン・ドリーム）（舞木靜）
- （綠川鈴）
- Little Step（茂愛子）

1997年
- 銀河少女傳說3 -LIGHTNING ANGEL-（銀幕的美木）
- CRIME CRACKERS 2（日语：クライムクラッカーズ）
- Cross Romance ～戀愛與麻將與花札～（主持人）
- 咯咯咯的鬼太郎（日语：ゲゲゲの鬼太郎 (ゲーム)）（貓女）[注 4]
- YU-NO 在這世界盡頭詠唱愛的少女（真理奈）
- DESIRE（日语：DESIRE (ゲーム)）
- BS火焰之紋章 阿卡內亞戰記 第2話 赤紅龍騎士（艾斯特）
- 偶像聲音精選 ～Pool Bar Story～（西村千奈美〈本人飾演〉）

1998年
- Advanced V.G.2（御剣珠緒）
- 銀河少女傳說 ～FINAL EDITION～（銀幕的美木）
- 超魔神英雄傳 ANOTHER STEP（日语：超魔神英雄伝ワタル ANOTHER STEP）
- 純愛騎士（日语：みつめてナイト）（恰洛兒·帕蕾琪）
- 悠久幻想曲 2nd Album（日语：悠久幻想曲#悠久幻想曲 2nd Album）

1999年
- 亞克傳承III（日语：アークザラッドIII）（雪露·雷德）
- 捍衛者（鳳妃玲）
- 神機世界Evolution（チェイン·ガン）
- 聖少女艦隊Virgin Fleet（日语：聖少女艦隊バージンフリート）（草津月小町）
- Sonata（日语：ソナタ (ゲーム)）（AG9-MIZUHO、極樂瑞穗）
- 電影少女 -Virtual Girl LUN-（飛鳥留恩）
- Refrain Love 2（日语：リフレインラブ#リフレインラブ2）（秋吉千佳）
- 私立正義學園 熱血青春日記2（玩家自創角色〈女〉）

2000年
- 高機動幻想 機甲槍兵（日语：高機動幻想ガンパレードマーチ）（森精華）
- RayCrisis (家庭版)（日语：レイクライシス）（畫廊模式旁白）

2001年
- AIR（神奈備命）
- 歡迎回家！ ～夕凪色的戀愛物語～（日语：おかえりっ!〜夕凪色の恋物語〜）（坂東光、男孩子（發福））

2003年
- WILD ARMS Altercode:F（日语：ワイルドアームズ アルターコード:エフ）（伊麗莎白）

2004年
- 鍊金術士伊莉絲的工房 永恆的瑪納（日语：イリスのアトリエ エターナルマナ）（莉塔·布蘭希蒙）
- 魔法少年賈修 友情的電擊2（日语：金色のガッシュベル!! うなれ!友情の電撃2）（可可（日语：ゾフィスとココ））
- 魔法少年賈修 激鬥！最強的魔物們（日语：金色のガッシュベル!! 激闘!最強の魔物達）（可可）
- 美少女夢工場2 綺麗版（女兒）

2005年
- 魔法少年賈修 友情搭檔作戰2（日语：金色のガッシュベル!! 友情タッグバトル#金色のガッシュベル!! 友情タッグバトル2）（可可）
- 魔法少年賈修 魔鬼對戰（可可）

2006年
- ARIA The NATURAL ～遙遠記憶之幻象～（亞利亞·波克提）
- 高機動交響曲GPO 青之章 ～將信送到光之海～（森精華）

2007年
- （丸少爺）

2008年
- ARIA The ORIGINATION ～藍色行星的天空～（亞利亞·波克提）
- 任天堂明星大亂鬥X（火稚雞）

2009年
- 神奇寶貝樂園Wii ～皮卡丘的大冒險～（日语：ポケパークWii 〜ピカチュウの大冒険〜）
- 小小艦長（イーラ·ドミトリエワ）

2010年
- GA 藝術科美術設計班 Slapstick WONDER LAND（越廼淑乃、米西林）

2011年
- 神奇寶貝樂園2 ～Beyond the World～（日语：ポケパーク2 〜Beyond the World〜）

2012年
- Smile 光之美少女！ Let's go！童話世界（青木麗華／美麗天使）

2014年
- 龍族拼圖（龍族拼圖W模式 蛋龍）

2016年
- ARIA ～AQUA RITMO～（亞利亞社長[21]）

2017年
- 光之美少女連線消除（日语：プリキュア つながるぱずるん）（青木麗華／美麗天使）

2019年
- 奈爾克與傳說之鍊金術士們 ～新大地之鍊金工房～（莉塔·布蘭希蒙[22]）
- 魔法少年賈修 Golden Memories（可可[23]）

### 廣播劇CD
- 亞克傳承III 瑪希雅的決意（日语：アークザラッドIII）（雪露·雷德）
- Idol Project（日语：アイドルプロジェクト） Crime Planning（打工辣妹&犯罪打工辣妹）
- ARIA The ANIMATION Drama CD 系列（日语：ARIA Drama CD）（亞利亞社長）
- ARIA The NATURAL Drama  CD 系列（日语：ARIA Drama CD）（亞利亞社長）
- Wish（破璃）
- （夏川真奈美）
- CRIME CRACKERS 2（日语：クライムクラッカーズ） 原聲廣播劇（波普莉·凡普、清美）
- 鐘樓驚魂2（珍妮佛·辛普森）
- JAJA姬武遊傳（蛇姬）
- G奇幻漫畫CD精選 火焰之紋章 暗黑龍與光之劍（艾斯特（日语：マケドニア白騎士団#ペガサスナイト三姉妹））
- 我喜～歡聲優4「婚禮的鐘聲」（王女）
- 珍珠粉紅（日语：天然パールピンク）（桃野珠子）
- 恐怖校園（日语：トワイライトシンドローム）（千里）
- 成惠的世界（魔砲少女4號（大當真名花）→篠原志穗[注 5]）
- 賞金戰士（日语：バウンティソード・ファースト） 外傳 -鋼鉄之龍-（露娜莉亞）
- （畢卡林）
- 魔法少女Fantasy CoCo（森林真美）
- 守護月天！（愛原花織·初代）
- Landreaall（日语：Landreaall）（五十四）[注 6]

### 有聲書
- 與某飛行員的誓約（日语：とある飛空士への誓約）（2019年，旁白[24]）

### 外語配音

#### 電影
- 西遊記第壹佰零壹回之月光寶盒（白晶晶／白骨精〈莫文蔚〉）
- 西遊記大結局之仙履奇緣（白晶晶／白骨精〈莫文蔚 〉）
- 臥虎藏龍（蔡香妹）※影碟版。
- 靈異魔咒（12歳的Beverly Marsh〈Emily Perkins〉）※東京電視台版。
- 布偶金銀島尋寶記（英语：Muppet Treasure Island）（Bluveridge太太〈珍妮弗·桑德斯〉）
- 小鬼大間諜（卡門·柯特茲（英语：Carmen Cortez）〈阿麗夏·維加〉）※機內上映版。

#### 電視影集
- 急診室的春天 (第11季)（Carolyn Trager〈Jordan Anita Moseley〉）
- 莉琪的異想世界
- 清秀小佳人（英语：Road to Avonlea）（Isolde "Izzy" Pettibone〈Heather Brown〉）
- 許願骨（英语：Wishbone (TV series)）（Samantha）

#### 動畫
- 聖誕之歌（英语：Buster & Chauncey's Silent Night）（Christina〈麗婭·米歇爾〉）
- 和瑪德琳一起（Lakshmi）
- 奪寶奇謀（パトミ）
- 飛天小女警（公主〈第2代日語配音〉）
  - 飛天小女警：大戰聖誕夜（日语：ザ・ファイト・ビフォア・クリスマス）（公主〈第2代日語配音〉）
- 星際大戰系列
  - 小奇兵（ボジー、Kaink）※DVD版。
  - 星際大戰：DROID的大冒險（Gerin）※DVD版。

### 實寫
- Heavenly Voices(2) 西村千奈美
- 我喜～歡聲優 採訪錄影帶
- （自主製作電影）

### 廣播節目
- 真愛故事 歡迎來到美咲的房間！（Princess Planet Club（網路放送），1998年4月－9月）
- 矢尾一樹的Sorcerer1-2-3（日语：シーバス1-2-3）（文化放送，1998年10月－1999年10月）
- （大阪放送，2002年4月－2004年3月）
- 千葉紗子、西村千奈美的圓盤皇女 （TE-A room（日语：Showgate RADIO），2004年10月－2005年10月）
- ARIA The STATION Due（日语：ARIA The STATION Due）（音泉、animateTV（日语：アニメイトタイムズ），2006年4月6日－2007年3月29日）
- ARIA The STATION Tricolore（日语：ARIA The STATION Tricolore）（音泉、animateTV，2007年4月5日）
- ARIA The STATION SPECIAL（音泉：2008年5月29日－7月10日）
- ARIA The Station Memoria（音泉：2015年12月23日－2016年6月22日）[25]

### 網路廣播劇
- 真相之眼（莎拉·哈里發）

### 其它
- 與媽媽同樂（日语：おかあさんといっしょ） 巧克力島（〈代替〉）
- 福星小子相關（三宅忍（日语：三宅しのぶ））
  - 颯美「角子機福星小子（日语：パチスロうる星やつら）」
  - 颯美「角子機福星小子2（日语：パチスロうる星やつら2）」
  - 颯美「角子機福星小子3」
- 兒童布偶劇場（日语：こどもにんぎょう劇場）（小花）
- SANKYO（日语：三共 (パチンコ)）「CR FEVER星際大戰 達斯·維達降臨」（莉亞·歐嘉納）
- JAL ENTERTAINMENT NETWORK 兒歌日本航空機上有聲電腦程式。 主持人
- 4年生 最初DVD（進研講座（日语：進研ゼミ），湯姆）
- 颯美「CR回到未來」（羅蘭·麥佛萊）
- USJ「回到未來：The Ride（日语：Back to the Future: The Ride）」（IFT研究所廣播）

## 音樂作品

### 專輯
- Chinaism ～～（1996年11月21日）
- Rhythm & Breeze ～風～（1997年7月19日）

### 角色歌曲
- 超變身俏妞（日语：超くせになりそう）♥ 白鳥渚 ON STAGE（1994年12月21日）
- 超變身俏妞♥ 秘密物語（1995年2月22日）
- 魔法騎士雷阿斯 Original Song Book 2（日语：魔法騎士レイアース Original Song Book#VOL.2）（飛鳥）（1996年1月1日）
- 真愛故事（日语：トゥルー・ラブストーリー） 歌唱精選輯 Vol.3 美咲的房間（1998年9月23日）
- 爆走兄弟Let's & Go!! GIRL（日语：爆走兄弟レッツ&ゴー!!GIRL） <開幕!!>（佐上純）（1999年4月1日）
- 六翼天使之聲（日语：セラフィムコール）（村雨櫻）
  - 六翼天使之聲 迷你原聲音樂 「愛の中の姉へ」（1999年11月26日）
  - 六翼天使之聲 片尾主題曲精選輯 凛堂彩香～村雨櫻 (2000年2月16日)
- 小小雪精靈 magical stage.2（葛蕾妲）（2002年2月22日）
- 萬花筒之星（米雅·蓋倫）
  - 萬花筒之星 ～～（2003年6月18日）
  - 萬花筒之星 角色歌唱專輯 ～～（2004年2月4日）
  - 萬花筒之星 角色歌唱專輯（2006年5月3日）
- 圓盤皇女（海朵拉）
  - 圓盤皇女 ～十二月の夜想曲～ 角色單曲 海朵拉（2003年12月3日）
  - 圓盤皇女 角色歌曲 超級精選 一公主萬歲！（2004年2月25日）
  - 圓盤皇女 角色歌曲 超級精選（2004年2月25日）
- ARIA The NATURAL歌唱精選輯（日语：ARIAシリーズのディスコグラフィ）（亞利亞社長）（2009年7月22日）
- Smile 光之美少女！（青木麗華／美麗天使）
  - Smile 光之美少女！歌聲專輯1 傳送出去吧！微笑世界!!（日语：スマイルプリキュア! サウンドアルバム）（2012年7月18日）
  - 滿開*微笑！/微笑，微笑著，微笑吧♪（日语：満開*スマイル!/笑う 笑えば 笑おう♪）（2012年9月5日）
  - Smile 光之美少女！ 歌聲專輯2 大家一起微笑吧！（日语：スマイルプリキュア! サウンドアルバム）（2012年11月28日）
  - Smile 光之美少女！歌聲精選（日语：スマイルプリキュア! サウンドアルバム）（2013年1月16日）

## 腳註

## 外部連結
- （日語）－西村千奈美的官方個人網站。
- （日語）－西村千奈美的官方個人部落格。
- 81 Produce公式官網的聲優簡介 （页面存档备份，存于） （日語）
- 西村千奈美的X（前Twitter） （日語）